# Кривцов, Антон Мирославович
Анто́н-И́ржи Миросла́вович Кривцо́в (Кривцов А.-И. М., род. 20 февраля 1967 года, Ленинград, СССР) — советский и российский учёный-механик, специалист в области механики дискретных сред и сред с микроструктурой, механики деформируемого твёрдого тела, компьютерного моделирования механических систем. Член-корреспондент РАН, член президиума Национального комитета по теоретической и прикладной механике, директор Высшей школы теоретической механики Санкт-Петербургского политехнического университета Петра Великого, директор научно-образовательного центра «Газпромнефть-Политех», заведующий лабораторией «Дискретные проблемы механики» Института проблем машиноведения РАН.

## Биография
Кривцов Антон Мирославович родился 20.02.1967 г. в Ленинграде. В 1990 году окончил физико-механический факультет Ленинградского политехнического института (ныне СПбПУ) по специальности «динамика и прочность машин».
По завершении обучения работал на кафедре «Механика и процессы управления» инженером (до 1991), затем был переведён на кафедру «Теоретическая механика», где занимал должности ассистента (1992—1995), доцента (1995—2002), профессора (c 2002 года), заведующего кафедрой (2005—2019) и директора Высшей школы теоретической механики (с 2019 года).
В 1995 году стал кандидатом (специальность: «теоретическая механика», тема диссертации: «Динамика неуравновешенного твёрдого тела на упругих опорах»), а в 2002 году — доктором (специальность: «механика деформируемого твёрдого тела», тема: «Деформирование и разрушение твёрдых тел с микроструктурой») физико-математических наук. Основным его наставником на всех этапах являлся профессор П. А. Жилин. По материалам докторской диссертации вышла одноимённая монография.
По совместительству работал в Институте проблем машиноведения (ИПМаш) РАН на позициях старшего (1995—2002) и ведущего (2002—2004) научного сотрудника, с 2004 года возглавил лабораторию «Дискретные модели механики» в ИПМаш.
В 1999—2000 годах А. М. Кривцов прошёл годичную стажировку в Абердинском университете (Vibration Enhanced Drilling Research Group), Великобритания.
С 2005 года является членом Российского Национального комитета по теоретической и прикладной механике.
В 2016 году избран профессором РАН, а в октябре того же года стал членом-корреспондентом РАН по Отделению энергетики, машиностроения, механики и процессов управления (секция механики).
В 2019 году по итогам тайного голосования на Общем собрании Российского национального комитета по теоретической и прикладной механике избран членом президиума.

## Научные интересы и достижения
А. М. Кривцов — специалист в области механики дискретных сред и сред с микроструктурой, механики деформируемого твёрдого тела, компьютерного моделирования механических систем. Автор свыше 150 научных публикаций, суммарно процитированных более 1400 раз, индекс Хирша — 18 (данные Scopus на 2020 год).
При участии А. М. Кривцова
- разработаны единые аналитические и компьютерные подходы моделирования процессов в конденсированном веществе с дискретной структурой: наносистемы, среды с нарушением сплошности (разрушение), гранулированные среды, астрофизические системы;
- предложены аналитические методы перехода от параметров дискретных микросистем к термомеханическим характеристикам континуальных макросистем;
- созданы алгоритмы и пакеты программ для многопроцессорных вычислительных систем, позволяющие проводить эффективное предсказательное моделирование в системах, содержащих более миллиарда частиц при близкодействующих и более миллиона при дальнодействующих законах взаимодействия;
- получены условия и ограничения для применения методов континуальной механики к нанообъектам;
- показана неоднозначность ряда механических характеристик на наноуровне.

## Научные и научно-технические проекты
Крупные проекты, в которых был задействован А. М. Кривцов:
- Проект «Термокристалл»: построение аналитических моделей неравновесных тепловых процессов в сверхчистых кристаллах.
- Проект «Гидроразрыв»: моделирование процесса гидроразрыва пласта в технологии нефтедобычи.
- Проект «Кристалл»: исследование упругих свойств, структурных переходов и равновесных тепловых свойств кристаллических твёрдых тел.
- Проект «Земля — Луна»: разработка концепции образования системы «Земля — Луна» в результате ротационного коллапса газопылевого облака.
- Проект «Бионический протез»: разработка бионического протеза, позволяющего частично возмещать функции утраченной конечности.
- Проект «Пиролиз»: моделирование процесса коксообразования в тракте охлаждения жидкостных ракетных двигателей.
- Гамбургский проект: серия проектов, посвящённых исследованию динамики гранулированных сред (совместно с Hamburg University of Technology Архивная копия от 16 июля 2012 на Wayback Machine).
- Абердинский проект: серия проектов, посвящённых исследованию разрушения горных пород под действием вибрационного бурения (совместно с Aberdeen University).

## Преподавательская деятельность
Активно участвует в учебном процессе, руководит научно-исследовательской работой студентов и аспирантов, читает в СПбПУ курсы лекций по предметам «Теоретическая механика» и «Тензорная и векторная алгебра».

## Организационная деятельность
В 2012 году А. М. Кривцовым организован Центр научно-технического творчества молодёжи и Фаблаб Политех, в 2015 году — научно-образовательный центр «Газпромнефть-Политех», а в 2016 — научно-образовательный центр «Биомеханика и медицинская инженерия» (в СПбПУ). С 2014 г. заведующий научно-исследовательской лабораторией «Прикладная микромеханика разрушения».
Входит в состав учёных советов СПбПУ, Института прикладной математики и механики СПбПУ, Института проблем машиноведения РАН, является членом специализированных диссертационных советов при СПбПУ.
С 2006 года является сопредседателем научного комитета ежегодной международной конференции «Advanced problems in mechanics» («Актуальные проблемы механики»).

## Редакционная деятельность
- Член редакционной коллегии журнала «Меxаника композитныx матеpиалов»;
- Член редакционной коллегии журнала «Вычислительная механика сплошных сред»;
- Член редакционной коллегии журнала «Физическая мезомеханика» («Physical mesomechanics»);
- Член редакционной коллегии журнала «Proceedings of the Institution of Mechanical Engineers, Part C: Journal of Mechanical Engineering Science»;
- Член редакционной коллегии журнала «ПРОНЕФТЬ»;
- Член редакционной коллегии журнала «Прикладная математика и механика».

## Избранные публикации
- V.A. Kuzkin, A.M. Krivtsov. Ballistic resonance and thermalization in the Fermi-Pasta-Ulam-Tsingou chain at finite temperature. 2020, Physical Review, E 101, 042209 (abstract, download pdf)
- A.M. Krivtsov, M.B. Babenkov, D.V. Tsvetkov. Heat Propagation in a One-Dimensional Harmonic Crystal on an Elastic Foundation. 2020, Physical Mesomechanics, Vol. 23, No. 2, pp. 109–119 (abstract, download pdf)
- A.V. Savin, E.A. Korznikova, A.M. Krivtsov, S.V. Dmitriev. Longitudinal stiffness and thermal conductivity of twisted carbon nanoribbons.2020, European Journal of Mechanics, A/Solids, 80,103920 (abstract, download pdf)
- S.N. Gavrilov, A.M. Krivtsov. Steady-state kinetic temperature distribution in a two-dimensional square harmonic scalar lattice lying in a viscous environment and subjected to a point heat source. 2020, Continuum Mechanics and Thermodynamics, 32(1), с. 41-61 (abstract, download pdf)
- R.L. Lapin, N.D. Muschak, V.A. Tsaplin, V.A. Kuzkin, A.M. Krivtsov. Estimation of energy of fracture initiation in brittle materials with cracks. 2019, Advanced Structured Materials, 100, с. 173—182 (download pdf)
- V.A. Bratov, A.M. Krivtsov. Analysis of energy required for initiation of inclined crack under uniaxial compression and mixed loading. 2019, Engineering Fracture Mechanics, 216,106518 (download pdf)
- A.M. Krivtsov, E.A. Podolskaya, V.Yu. Shubina. Asymptotics of a thermal wave in a one-dimensional harmonic crystal. 2019, Materials Physics and Mechanics, Vol. 42, pp. 837–845 (download pdf).
- О. С. Лобода, Е. А. Подольская, Д. В. Цветков, А. М. Кривцов. О фундаментальном решении задачи теплопереноса в одномерных гармонических кристаллах. 2019, Вычислительная механика сплошных сред, Том 12, № 4, с. 390—402 (abstract, download pdf).
- A.M. Krivtsov, A.S. Murachev. Transition to thermal equilibrium in a deformed crystal. 2019, ArXiv:1908.05464 (abstract, download pdf)
- S.N. Gavrilov, A.M. Krivtsov. Thermal equilibration in a one-dimensional damped harmonic crystal. 2019, Physical review E, E100, 022117 (abstract, download pdf)
- O.S. Loboda, A.M. Krivtsov, A.V. Porubov, D.V. Tsvetkov. Thermal processes in a one-dimensional crystal with regard for the second coordination sphere. 2019, ZAMM. 13 p. (pdf).
- А. М. Кривцов, М. Б. Бабенков, Д. В. Цветков. Распространение тепла в одномерном гармоническом кристалле на упругом основании. 2019, Физическая мезомеханика, том 22, № 2, с. 67-76 (pdf).
- A.A. Le-Zakharov, A.M. Krivtsov, A.V. Porubov. Relation between defects and crystalline thermal conduction. 2019, Continuum Mechanics and Thermodynamics, ISSN 09351175, Volume 31, Number 6, pp. 1873–1881 (download pdf)
- A.A. Sokolov, A.M. Krivtsov, W.H. Müller, E.N. Vilchevskaya. Change of entropy for one-dimensional ballistic heat equation — sinusoidal initial perturbation. 2019, Physical Review E, Vol.99, 042107 (abstract, pdf)
- A.M. Krivtsov. The Ballistic Heat Equation for a One-Dimensional Harmonic Crystal. 2019, Dynamical Processes in Generalized Continua and Structures, Vol. 103, pp. 345–358 (abstract, download pdf).
- S.N. Gavrilov, A.M. Krivtsov. Steady-state kinetic temperature distribution in a two-dimensional square harmonic scalar lattice lying in a viscous environment and subjected to a point heat source. 2019, Continuum Mechanics and Thermodynamics, Vol.31, pp. 1–21 (abstract, download pdf)
- A.S. Murachev, A.M. Krivtsov, D.V. Tsvetkov. Thermal echo in a one-dimensional harmonic crystal. 2019, Journal of Physics: Condensed Matter, Vol. 31, Num. 9 (abstract, download pdf)

## Награды
- Премия Правительства Санкт-Петербурга «за выдающиеся научные результаты в области науки и техники в 2021 году» в номинации «математика и механика — премия им. П. Л. Чебышева» — за разработку аналитических и компьютерных методов моделирования процессов в конденсированном веществе с дискретной структурой (2021).
- Победитель конкурса преподавателей вузов «Золотые имена Высшей школы» (2018).
- Премия правительства Санкт-Петербурга за выдающиеся достижения в области высшего и среднего профессионального образования (2015).
- Премия Российского фонда фундаментальных исследований 05-01-14028 для публикации книги «Деформирование и разрушение твёрдых тел с микроструктурой» (2005).
- Премия Президента для молодых докторов наук (2003).
- Royal Society of London / NATO Postdoctoral Fellowship award (1999).
- Премия для молодых учёных Правительства Санкт-Петербурга (1998).
- Премия для молодых учёных Правительства Санкт-Петербурга (1997).
- Премия для молодых учёных Правительства Санкт-Петербурга (1996).
- Премия для молодых учёных Правительства Санкт-Петербурга (1995).